# South Lead Hill
South Lead Hill é uma cidade  localizada no estado americano de Arkansas, no Condado de Boone.

## Demografia
Segundo o censo americano de 2000, a sua população era de 88 habitantes.
Em 2006, foi estimada uma população de 92, um aumento de 4 (4.5%).

## Geografia
De acordo com o United States Census Bureau, a localidade tem uma área de 0,3 km², sem área coberta por água.

## Localidades na vizinhança
O diagrama seguinte representa as localidades num raio de 32 km ao redor de South Lead Hill.